# 득량중학교
득량중학교(得粮中學校)는 대한민국 전라남도 보성군 득량면 오봉리에 있는 사립 중학교이다.

## 학교 연혁
- 1971년 5월 17일 : 학교법인 성산학원 설립인가
- 1971년 12월 19일 : 득량중학교 설립인가
- 2012년 12월 18일 : 이사장 장순님 선생 취임
- 2023년 3월 1일 : 교장 나혜경 선생 취임
- 2025년 1월 8일 : 제51회 졸업식 거행(총 졸업생수 4,423명)

## 참고 자료
- 득량중학교 - 한국교육학술정보원 학교알리미